# Tobrouk, commando pour l'enfer
Pour plus de détails, voir Fiche technique et Distribution.
Tobrouk, commando vers l'enfer (Tobruk) est un film américano-espagnol réalisé par Arthur Hiller, sorti en 1967.

## Synopsis
Alors que l'Afrikakorps, sous le commandement du maréchal Rommel, fait route vers Le Caire, les forces britanniques, incapables de contrer son avance, choisissent de recourir à la ruse. Elles imaginent de déguiser des juifs allemands vivant en Palestine en ennemis et de les envoyer dans la citadelle de Tobrouk où Rommel a fait entreposer les réserves de carburant de son armée. Pour atteindre Tobrouk, le commando doit parcourir huit cents kilomètres dans le désert. C'est le début d'un périple peu commun, où les pseudo-nazis, dans des voitures volées aux Allemands, franchissent les lignes adverses en escortant des Anglais désarmés censés être leurs prisonniers. Pendant le voyage, le groupe manœuvre de telle sorte qu'une colonne de chars allemands et italiens, se croyant l'une comme l'autre attaquée par les Anglais, se livrent bataille. Le commando en profite pour passer sans être repéré...

## Fiche technique
- Titre français : Tobrouk, commando vers l'enfer
- Titre original : Tobruk
- Réalisation : Arthur Hiller
- Scénario : Leo Gordon
- Musique : Bronislau Kaper
- Photographie : Russell Harlan
- Montage : Robert C. Jones
- Production : Gene Corman
- Sociétés de production : Universal Pictures, Gibraltar Productions & The Corman Company
- Société de distribution : Universal Pictures
- Pays de production :  États-Unis,  Espagne
- Langues : Anglais, Allemand, Italien, Arabe
- Format : Couleur - Mono - 35 mm - 2.35:1
- Genre : Guerre, Aventures
- Durée : 110 min
- Dates de sortie : 
  - États-Unis : 7 février 1967
  - France : 14 juin 1967
- Affiche : Jean Mascii (France)

## Distribution
- Rock Hudson (VF : Jean-Claude Michel) : Le major Craig
- George Peppard (VF : Georges Aminel) : Le capitaine Bergman
- Nigel Green (VF : Gérard Férat) : Le colonel Harker
- Guy Stockwell (VF : Roland Ménard) : Le lieutenant Mohnfeld
- Jack Watson (VF : Jean Amadou) : Le sergent-major Tyne
- Norman Rossington (VF : Albert Augier) : Alfie Braithwaite
- Percy Herbert (VF : Claude Bertrand) : Dolan
- Liam Redmond (VF : Pierre Leproux) : Henry Portman
- Heidy Hunt (VF : Jeanine Freson) : Cheryl Portman
- Leo Gordon (VF : Pierre Collet) : Le sergent Krug
- Robert Wolders (VF : Marc Cassot) : Bruckner
- Anthony Ashdown (VF : Pierre Fromont) : Le lieutenant Boyden
- Curt Lowens (VF : André Valmy) : Le colonel allemand

## Autour du film
- Le film a été tourné en grande partie à Almería.
- À noter certaines séquences communes avec le film de Henry Hathaway Le Cinquième Commando réalisé en 1971. Les véhicules sont également les mêmes.
- Ce film raconte, d'une manière romancée, l'opération Daffodil connue également sous le nom d'opération Agreement, menée par le Special Air Service.

## Sortie vidéo (France)
Le film a connu plusieurs sorties vidéo chez différents éditeurs :

### DVD
- Tobrouk, commando vers l'enfer (DVD-9 Keep Case) sorti le 19 septembre 2007, édité par Sydonis Calysta et distribué par Gaumont Columbia TriStar Home Vidéo. Le ratio écran est en 2.35:1 panoramique 16:9. L'audio est en Français et Anglais Mono 2.0 Dolby Digital avec présence de sous-titres français. En bonus un documentaire sur les films de guerre (55'). Il s'agit d'une édition Zone 2 Pal[1].

- Tobrouk, commando vers l'enfer (DVD-9 Keep Case) sorti le 16 novembre 2010, édité par Sydonis Calysta et distribué par Arcadès. Le ratio écran est en 2.35:1 panoramique 16:9. L'audio est en Français et Anglais Mono 2.0 Dolby Digital avec présence de sous-titres français (Pistes audio restaurées). En bonus un documentaire sur les films de guerre (55'). Il s'agit d'une édition Zone 2 Pal[2].

- Tobrouk, commando vers l'enfer (DVD-9 Keep Case) sorti le 12 juin 2013, édité par Filmedia et distribué par Seven7. Le ratio écran est en 2.35:1 panoramique 16:9. L'audio est en Français et Anglais Mono 2.0 Dolby Digital avec présence de sous-titres français. Pas de suppléments. Il s'agit d'une édition Zone 2 Pal[3].

### Blu-ray
- Tobrouk, commando vers l'enfer (BD-25 Blu-ray) sorti le 12 juin 2013, édité par Filmedia et distribué par Seven7. Le ratio écran est en 2.35:1 1080p panoramique 16:9 natif. L'audio est en Français et Anglais Mono 2.0 Dolby Digital avec présence de sous-titres français. Pas de suppléments à l'exception d'une bande annonce en format standard. Il s'agit d'une édition Zone B[4].